# Бараниха (Ярославская область)
Бараниха – деревня в Покровской сельской администрации Покровского сельского поселения Рыбинского района Ярославской области .
Деревня находится в междуречье Черёмухи и Коровки, на просёлочной дороге, ведущей от посёлка Красная Горка на запад в долину реки Коровка. Удалена от этого посёлка примерно на 1 км. Ещё на 1 км западнее на этой дороге деревня Шелепино, а ещё через 2 км – Гурьево. Южнее деревни – лесной массив, за которым на расстоянии 3-5 км населённые пункты Волжского сельского поселения Рыбиского района.
На 1 января 2007 года постоянного населения в деревне не числилось . Деревня обслуживается почтовым отделением Покров, по почтовым данным в деревне 12 домов .